# Ларин, Александр Михайлович (юрист)
Алекса́ндр Миха́йлович Ла́рин (13 сентября 1924, Харьков — 25 декабря 1998) — советский и российский юрист, специалист в области криминалистической тактики и организации расследования. Заслуженный юрист Российской Федерации. Доктор юридических наук, профессор. Действительный член Международной академии информатизации.

## Биография
Участник Великой Отечественной войны, командир стрелкового взвода, во время Курской битвы в 1943 тяжело ранен, у него была ампутирована рука.
Окончил юридический факультет Московского государственного университета (1948). Кандидат юридических наук (1962; тема диссертации: «Доказывание на предварительном следствии в советском уголовном процессе», стал первым следователем — кандидатом наук). Доктор юридических наук (1971; тема диссертации: «Проблемы расследования в советском уголовном процессе»). Профессор.
В 1948—1951 — следователь прокуратуры Тульской области, с 1951 — в Вышнем Волочке. В 1957—1971 — старший следователеь прокуратуры Калининской области. В 1971—1975 — старший научный сотрудник ВНИИ криминалистики Прокуратуры СССР. С 1975 — старший, ведущий, главный научный сотрудник сектора проблем правосудия Института государства и права АН СССР (затем — РАН). Работал в Комитете конституционного надзора СССР. Участвовал в работе над проектом Основ уголовного судопроизводства СССР, проектом Уголовно-процессуального кодекса Российской Федерации.
Занимался изучением общих вопросов уголовно-процессуального законодательства, теории доказательств, криминологии, проблем обеспечения прав личности в уголовном процессе, истории уголовного процесса в дореволюционной России. Один из авторов концепции судебной реформы, убеждённый сторонник введения в современной России суда присяжных. Выступал за соблюдение прав человека в уголовном процессе, реальную состязательность, обеспечение независимости судей, процессуальную самостоятельность следователей, презумпцию невиновности обвиняемых.
Автор более 300 научных публикаций.

## Основные работы
- Работа следователя с доказательствами (1966).
- Расследование по уголовному делу. Планирование. Организация (1970).
- Повышение эффективности расследования (1972).
- Критерии оценки работы органов расследования (1973).
- Расследование убийств, совершённых с применением взрывчатых веществ (1975).
- От следственной версии к истине (1976).
- Расследование нападений с целью завладения государственными и общественными денежными средствами (1976; в соавторстве).
- Руководство по расследованию убийств (1977) (в соавторстве).
- Советский уголовно-процессуальный закон и проблемы его эффективности (1979; в соавторстве).
- Презумпция невиновности (1982).
- Уголовный процесс, структура права и структура закона (1985).
- Расследование по уголовному делу: уголовно-процессуальные функции. М., 1986.
- Я — следователь. М., 1991.
- Криминалистика и паракриминалистика. М., 1996.